# Thilo Hoppe

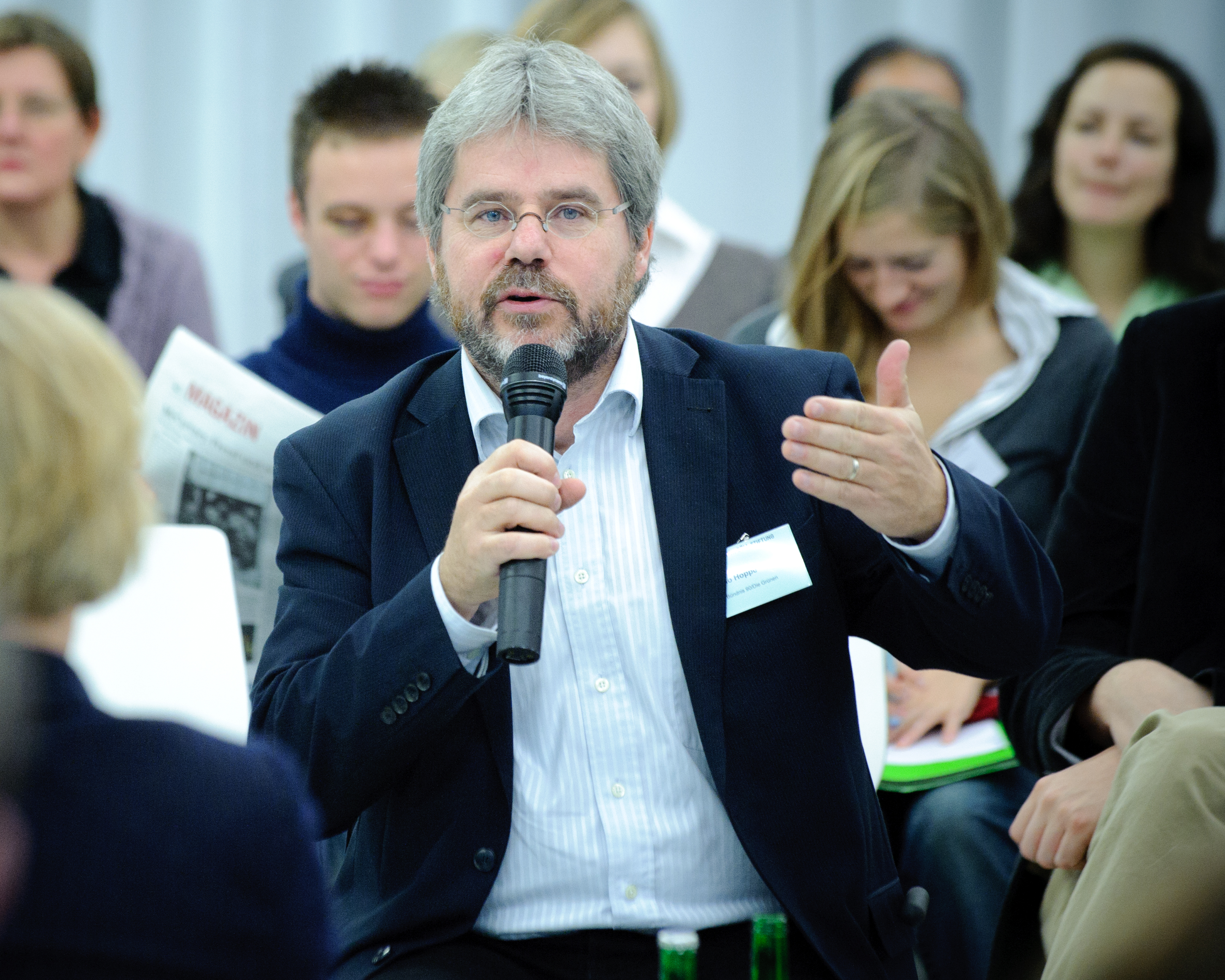
Thilo Hoppe (2010)

Thilo Hoppe (* 20. Januar 1958 in Einbeck) ist ein deutscher Politiker (Bündnis 90/Die Grünen).
Er war von 2005 bis 2009 Vorsitzender und von 2009 bis 2013 stellvertretender Vorsitzender des Ausschusses für wirtschaftliche Zusammenarbeit und Entwicklung des Deutschen Bundestages.

## Leben und Beruf
Nach dem Abitur an der Goetheschule in Einbeck absolvierte Hoppe zunächst ein Volontariat bei der Allgemeinen Zeitung in Uelzen und an der Christlichen Presseakademie und studierte anschließend Religionspädagogik in Hannover. Danach war er von 1986 bis 2002 als Diakon an der Evangelisch-Lutherischen Lamberti-Kirchengemeinde in Aurich tätig.
Seit 2015 ist Thilo Hoppe Entwicklungspolitischer Beauftragter der Hilfsorganisation Brot für die Welt.
Thilo Hoppe ist in zweiter Ehe verheiratet und hat drei Kinder. Seine Tochter Marie saß von 2011 bis 2015 für die Grünen in der Bremischen Bürgerschaft.

## Partei
Thilo Hoppe wurde 1990 Mitglied in der DDR-Bürgerbewegung Demokratie Jetzt und noch im selben Jahr im Bündnis 90.

## Abgeordneter
Von 1996 bis 2002 gehörte Hoppe dem Kreistag des Kreises Aurich an und war hier zuletzt Vorsitzender der Grünen-Fraktion.
Von 2002 bis 2013 war Hoppe Mitglied des Deutschen Bundestages. Er war von 2002 bis 2005 entwicklungspolitischer Sprecher der Bundestagsfraktion Bündnis 90/Die Grünen und war 2005–2009 Vorsitzender des Ausschusses für wirtschaftliche Zusammenarbeit und Entwicklung.
Thilo Hoppe kandidierte 2009 für seine Partei im Bundestagswahlkreis Aurich – Emden und ist über die Landesliste Niedersachsen in den Deutschen Bundestag eingezogen. Bei der Bundestagswahl 2013 gelang ihm der Wiedereinzug nicht.